# Jaiyah Saelua
Jaiyah Saelua nascida Johnny Saelua (Pago Pago, 19 de julho de 1988) é uma jogadora de futebol samoana que atua como zagueira. Atualmente, faz parte do elenco da seleção masculina da Samoa Americana.
Saelua obteve notoriedade em Novembro de 2011, ao ser a primeira transexual a atuar por uma seleção nas Eliminatórias da Copa do Mundo FIFA, na vitória da Samoa Americana por 2 a 1 contra a Tonga.
Em 2016, foi convidada pela FIFA para integrar o júri do ‘Prêmio Diversidade’ que tem por objetivo reconhecer uma pessoa, organização ou iniciativa a favor da diversidade e contra a discriminação no futebol.

## Biografia
Jaiyah Saelua nasceu na Polinésia. Ela é uma "fa'afafine", uma minoria sexual na região de Samoa considerada um terceiro gênero. Saelua nasceu homem, mas se veste, se vê e age como uma mulher. No entanto, não realizou a cirurgia de redesignação sexual.
Nos tempos de colégio, chegou a estudar balé, mas foi no futebol onde encontrou identificação com o esporte. Os "f'a'afafine" fazem parte da cultura polinésia , sendo Jaiyah aceita normalmente no time.